# Sakura Kinomoto
Sakura Kinomoto (木之本 櫻?, Kinomoto Sakura) è un personaggio immaginario creato dalle CLAMP. Sakura è inizialmente la protagonista del manga Card Captor Sakura, da cui viene realizzato una serie animata e due film d'animazione.
Il personaggio di Sakura per il manga è stato originariamente sviluppato da Mokona delle CLAMP. Mokona decise di catturare l'immagine di sua nipote (al tempo di due anni), Kawaji. Kawaji portava spesso codine come quelle di Sakura.
Sakura appare anche in xxxHOLiC, altro manga delle stesse autrici, e in Tsubasa RESERVoir CHRoNiCLE.

## Nome
Il nome Sakura (櫻) significa fiore di ciliegio. Il suo cognome, Kinomoto (木之本), letteralmente significa nascita del legno.

## Storia
All'inizio della serie, Sakura ha 10 anni (14 nella serie italiana) e vive a Tomoeda, cittadina immaginaria del Giappone. Un pomeriggio dopo il suo primo giorno di scuola alla Scuola Elementare (medie nella serie italiana) di Tomoeda, Sakura sente dei rumori provenire dalla biblioteca di suo padre, nel seminterrato. Recandosi sul luogo per vedere cosa aveva causato qui rumori, Sakura trova un misterioso libro chiamato The Clow. Quando apre il libro, ne trova all'interno le Carte di Clow, un mazzo di 52 carte (19 nella versione originale del manga) che racchiudono magici poteri. Leggendo la prima carta, il "Vento", ne attiva il potere, evocando un forte folata di vento che mette a soqquadro la biblioteca e disperde il resto del mazzo fuori dalla casa.
A questo punto, il guardiano delle Carte, Cerberus, emerge dal libro e recluta Sakura come Cardcaptor (letteralmente, catturatore di carte). A questo punto, la ragazza acquisisce il potere di usare il potere delle Carte. Mano a mano che recupera le carte il guardiano del libro recupera i suoi poteri.

## Personalità
Sakura è una ragazza estremamente energetica e allegra, nonché atletica, facendo anche parte della squadra di cheerleading della sua scuola ed essendo un eccellente corridore. Molte volte sembra innocente, impacciata o sprovveduta, ma riesce sempre a superare gli ostacoli e le prove sul suo cammino. Vive con suo fratello maggiore Touya e suo padre Fujitaka. La madre di Sakura, Nadeshiko, morì quando Sakura aveva solo 3 anni.
È una ragazza sveglia e molto socievole, ed ha molti amici, tra i quali Tomoyo, Syaoran Li e molti altri della serie.
I suoi cibi preferiti sono le frittelle e il ramen con frutti di mare. Il suo compleanno è il primo aprile, la materia che odia è la matematica e il suo gruppo sanguigno A.

## Aspetto

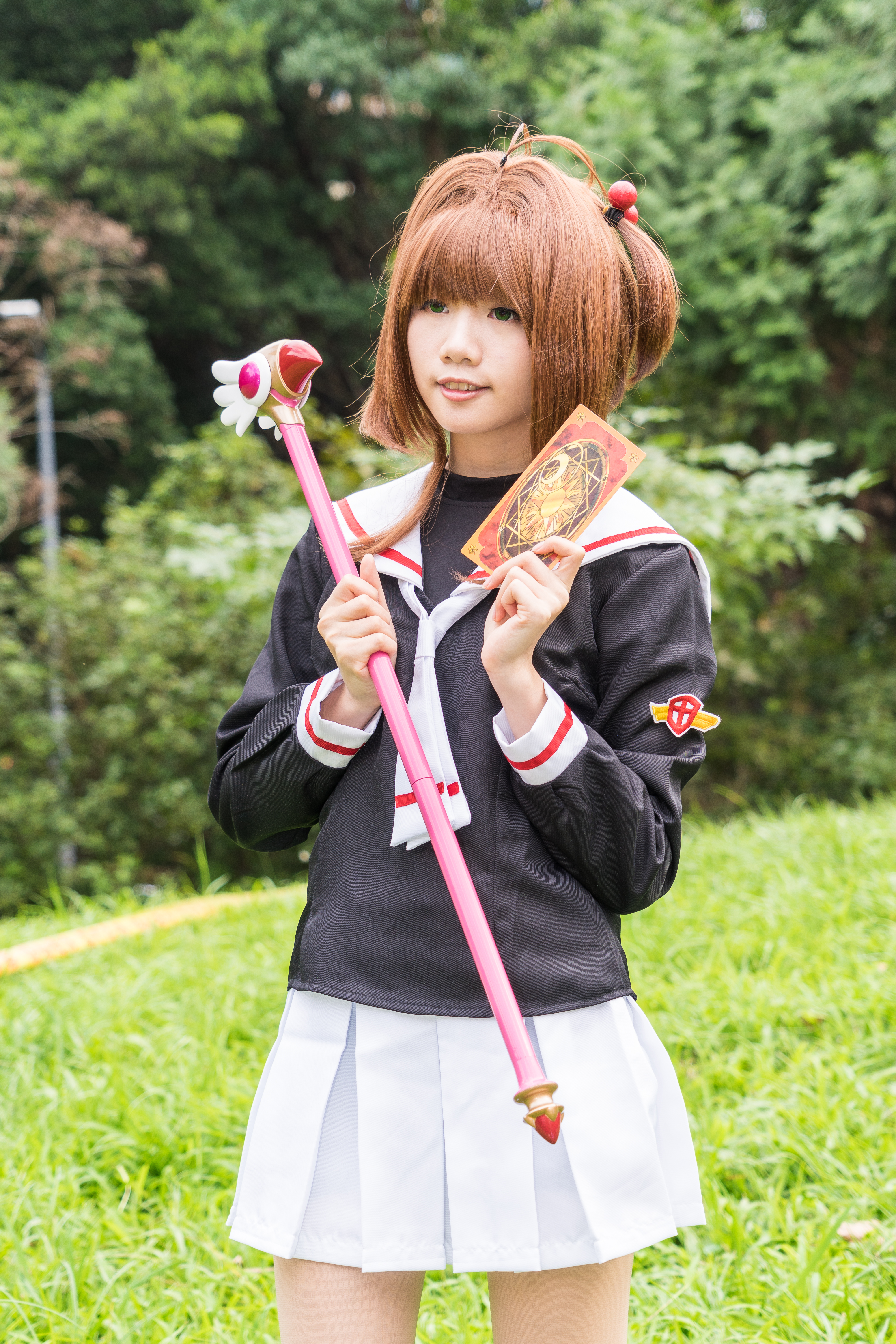
Una cosplayer di Sakura Kinomoto al Comic World Taiwan 47, nel 2017

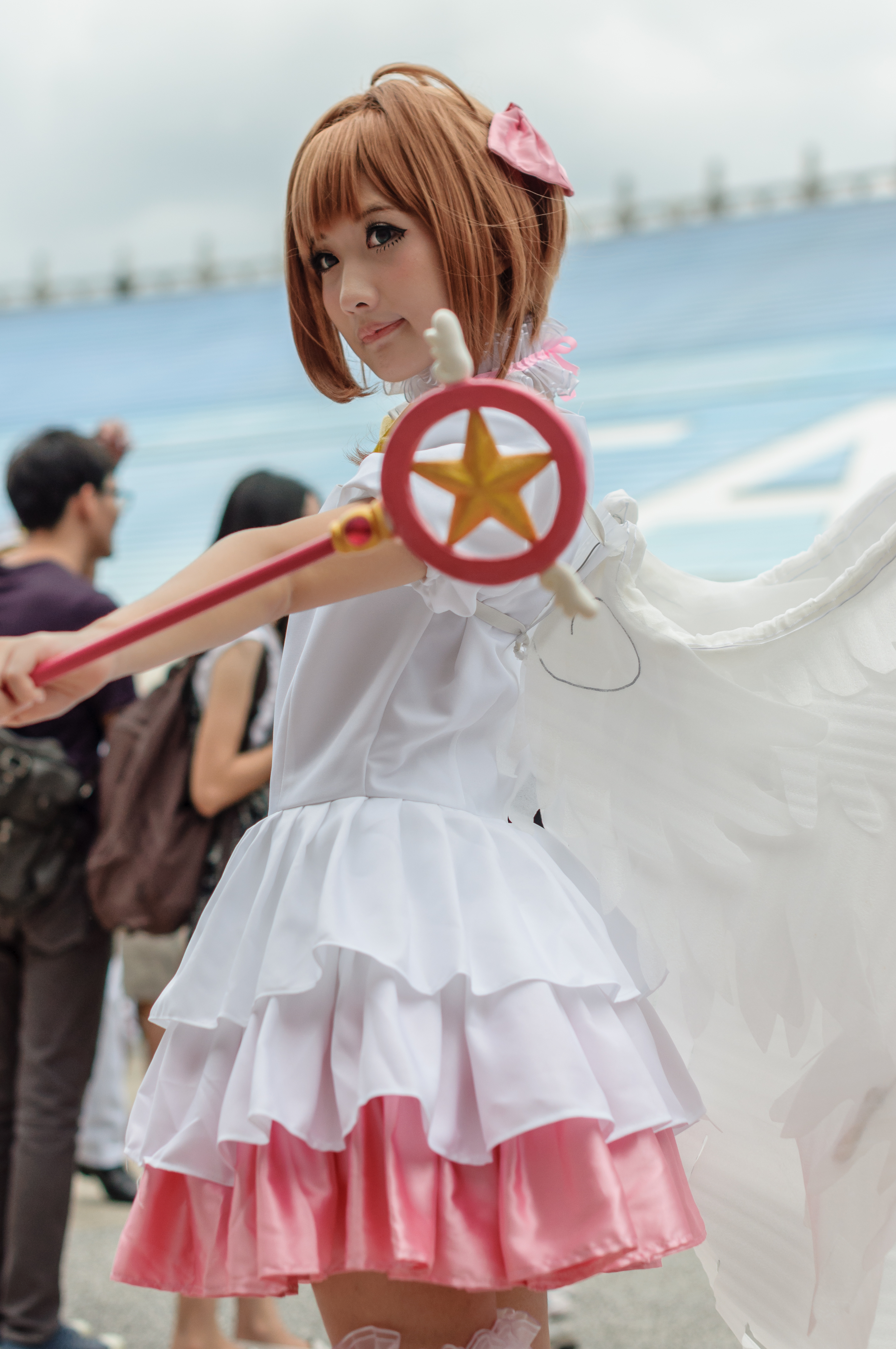
Una cosplayer nel 2015

Gli abiti di Sakura cambiano frequentemente per tutta la serie. Il suo vestito iconico di tutti i giorni è la sua divisa scolastica, così come il suo completo da battaglia, che cambia a seconda della stagione. La sua divisa da scuola invernale è una maglietta nera a maniche lunghe con maniche rosse e bianche, un fazzoletto bianco con una striscia rossa e una minigonna bianca a pieghe con una sottoveste bianca lunga fino al ginocchio. Nei giorni particolarmente freddi, indossa una spessa giacca nera con le insegne scolastiche sul retro. La sua divisa estiva è una camicia bianca a mezza manica con un fazzoletto rosso e una minigonna nera a pieghe. Tutto l'anno, le scarpe Mary Jane nere sono indossate insieme a calze bianche e un cappello bianco da marinaio con un bordo nero.

## Apparizioni

### Tsubasa RESERVoir CHRoNiCLE
Nella serie Tsubasa RESERVoir CHRoNiCLE delle CLAMP, Sakura Kinomoto appare due volte.
Nel terzo episodio della serie OAV Tsubasa TOKYO REVELATIONS, basata sulla serie delle CLAMP, Sakura appare come una ragazzina, durante una visione della Principessa Sakura. Mentre la principessa è sul punto di svenire, Sakura Kinomoto appare, guidandola verso il palazzo del governo. In questa occasione Sakura non parla, e la principessa rimane molto sconvolta nel vederla, chiedendole chi fosse. Dopo averla aiutata, la visione scompare.
Nella manga Sakura Kinomoto non appare, e la Principessa Sakura viene aiutata da centinaia di spiriti. Questa modifica non è stata ancora commentata dalle CLAMP.
Nel capitolo 189 del manga viene ipotizzato che Sakura possa essere la madre di Syaoran. Yuko Ichihara afferma di aver ricevuto lo scettro di Sakura come pagamento per aver aiutato Syaoran. Viene inoltre rivelato che Sakura Kinomoto era in grado di vedere il futuro attraverso i sogni. In verità, durante la battaglia finale si scopre che la vera madre di Syaoran è il clone della principessa Sakura, rinata assieme al clone di Syaoran in un'altra epoca. Le due Sakura (Kinomoto e il clone) si incontrarono in sogno poco prima della nascita di Syaoran, e in quell'occasione Sakura Kinomoto regalò alla sua alter ego il proprio scettro dicendole che, in un prossimo futuro, avrebbe potuto usarlo come pagamento per mandare suo figlio nel Regno di Clow. In quell'occasione disse anche che le Carte di Clow sarebbero rimaste al suo fianco, il che lascia supporre che abbia imparato a controllarle anche senza lo scettro.

### xxxHOLiC
Anche se Sakura non appare in xxxHOLiC, Yuko afferma in diverse occasioni di conoscerla, e mostra a Watanuki di possedere la replica del primo scettro di Sakura, una versione elettronica in grado di illuminarsi. In seguito afferma di conoscere Sakura e il suo cavaliere Syaoran Li, e spiega come entrambi sono discendenti del mago Clow Reed.

## Relazioni

### Syaoran Li
La relazione con Syaoran Li è la più riconoscibile della serie, soprattutto perché il suo sviluppo diventa il tema centrale della seconda metà della serie.
Lo sviluppo più importante della loro relazione è il cambiamento di idee di Syaoran verso Sakura, a causa della gentile personalità di quest'ultima. All'inizio della serie, Syaoran considerava Sakura una rivale come catturacarte, e soprattutto non la considera abbastanza degna di avere la responsabilità di possedere le Carte di Clow. Sakura è sempre stata intimidita dall'insolenza di Syaoran, sia a scuola che durante la cattura della Carte. Ad ogni modo, Sakura non si è mai tirata indietro, ed anche verso ai comportamenti aggressivi di Syaoran, si è sempre rivelata dolce, ringraziandolo per il suo aiuto. E per questo che lui se ne innamora e alla fine riesce a dichiararsi, alla fine scoprirà anche ella di essere innamorata e anche lei si dichiarerà.

### Yukito
Nella prima metà della serie, prima di ogni accenno di relazione con Syaoran, Sakura si era infatuata di Yukito Tsukishiro, compagno di scuola di suo fratello. Durante la seconda stagione, quando Sakura dichiarerà il suo amore per Yukito, lui le farà capire che non è innamorata di lui e in realtà gli vuole bene come ad un padre, permettendo così a Sakura di "accorgersi" di Syaoran. Tuttavia, in seguito, parlando con Touya, Yukito rivelerà di aver mentito a Sakura, che era realmente innamorata di lei.

### Tomoyo
Anche se non romantica, la relazione tra Sakura e Tomoyo Daidouji è la più profonda dopo quella con Syaoran. Sakura e Tomoyo sono migliori amiche, nonché cugine di terzo grado. Si incontrarono casualmente quando frequentavano il terzo anno alle scuola elementari. Da quel giorno, Tomoyo è sempre stata attenta a tutto quello che Sakura faceva, ed ha preso l'abitudine di filmarla durante le loro giornate. Quando lei sa delle carte di Clow Tomoyo inizia a fare vestiti per Sakura. Sia nel manga che nell'anime Tomoyo dimostra più volte di essere innamorata di Sakura, pur sapendo che l'amica non ricambia questo sentimento. Tomoyo è la prima a capire che Syaoran è innamorato di Sakura, e visto che ella è sua amica, lo aiuta a dichiararsi.

## Crossover

### Tsubasa RESERVoir CHRoNiCLE
Sakura viene presa come spunto per il personaggio femminile principale di Tsubasa RESERVoir CHRoNiCLE, conosciuta semplicemente come Sakura. Il suo aspetto fisico, nonché il suo nome, sono gli stessi. Anche la relazione con Touya, Yukito, Nadeshiko e Fujitaka è la stessa. La personalità è simile a quella della Sakura originale, ma non identica. Appare comunque più grande di Sakura.

## Accoglienza
Retrospettivamente, la rivista Famitsū ha classificato Sakura Kinomoto come l'eroina più famosa degli anime degli anni '90.
Liz Adler di CBR.com ha classificato Sakura come la seconda protagonista più amata degli shōjo.